# Sophie Hilbrand
Sophie Francine Hilbrand (Alkmaar, 5 oktober 1975) is een Nederlandse televisie- en radiopresentatrice en actrice.

## Biografie
Hilbrand werd geboren als dochter van een zakenman en een secretaresse. Ze heeft een zus, Claire en woonde tot haar achtste levensjaar in Bergen en daarna in Nuenen. Ze volgde de havo op het Eckartcollege en deed daarna een jaar Modeacademie in Eindhoven. Hierna verhuisde Hilbrand naar Amsterdam, waar ze een driejarige HBO-opleiding marketing en communicatie volgde. Ze speelde in reclamespotjes, schreef voor Story, Break-Out! en het ter ziele gegane blad More Magazine en volgde een deeltijdopleiding bij Theaterschool De Trap, die ze na anderhalf jaar afbrak om te debuteren in 6pack.
Als actrice speelde Hilbrand in de korte films Talmen en Profs, beide uitgezonden door de NPS. Tevens speelde ze in een reclamespotje voor TNT Post. Zij acteerde ook in de speelfilms Zomerhitte (2008, hoofdrol) en Red Alert: The War Within (2009, gastrol).

### Televisiecarrière
Hilbrand debuteerde bij SBS6 met het programma 6pack. In 2004 maakte zij de overstap naar publieke omroep BNN. Hilbrand was in 2005 verslaggeefster voor het Wereldkampioenschap voetbal onder 20 voor de NOS, samen met Jan Joost van Gangelen. Van oktober 2005 tot december 2007 presenteerde ze samen met Filemon Wesselink, Yentl Strik en Ties van Westing het programma Spuiten en Slikken en samen met Kurt Rogiers presenteerde ze Mystery Party, waarin ze ouders uit hun eigen huis lokte, om vervolgens het huis te verbouwen voor een feest. Tussendoor had ze een kleine rol in een op 22 september 2006 uitgezonden aflevering van de televisieserie Grijpstra en De Gier. In 2006 en 2010 presenteerde ze, samen met Wesselink, Lijst 0. Ook was ze te zien in Try before you die. Hilbrand was een van de tien vrouwen in Ranking the Stars. Op 5 juli 2007 onderbrak Hilbrand samen met Nicolette Kluijver NOS-weerman Gerrit Hiemstra tijdens zijn weerpraatje in het NOS Journaal van acht uur. Hilbrand en Kluijver deden dit als programmamakers van het BNN-programma De Klimaatpolitie, om Hiemstra te vragen vaker aandacht te besteden aan het klimaat en maakten zo meteen reclame voor de Wereld Klimaatdag op 7 juli 2007. Hoofdredacteur Hans Laroes was niet te spreken over deze onaangekondigde actie. Verder presenteerde Sophie het programma Storing op Radio 1. Op 16 december 2007 kondigde ze tijdens een uitzending van Spuiten en slikken aan te stoppen met dit programma. De presentatie werd in het seizoen 2008 door Filemon Wesselink gedaan. In 2009 verscheen de eerste aflevering van Ruben vs Sophie op televisie. In dit programma streed ze tegen Ruben Nicolai om de titel Beste Homo universalis. Na een onderbreking in 2010 kwam het programma in 2011 terug en streden Ruben en Sophie om de titel De beste LA'er (2011) en De beste Nederlander (2012).
Op 25 januari 2009 kwam NVU-leider Constant Kusters uitgebreid aan het woord in Hilbrands programma Sophie op 3. Op deze uitzending kwam nogal wat kritiek aan haar adres op diverse weblogs. Zo schreef Thomas van Aalten op het Zappen weblog: "Sophie heeft ervoor gezorgd dat radicaal-rechts voor het eerst in de geschiedenis in Nederland gewonnen heeft. Aan haar tafel." Hij noemde Kusters "een geslepen redenaar die door schade en schande de beste mediatraining van heel Nederland heeft gekregen." Ook op andere blogs werd Hilbrand de les gelezen.
Op 18 januari 2012 presenteerde Hilbrand samen met Patrick Lodiers De Nationale IQ Test van BNN. In januari 2015 presenteerde ze de uitreiking van de Gouden Loeki 2014. Van 2015 tot 2016 presenteerde zij het programma Alpacas en op 20 oktober 2016 startte zij als medewerkster in het BNN-programma Het Instituut. Vanaf 28 oktober 2016 presenteerde zij samen met Bas Haring het vierdelige BNN-programma Klonen: Wens of waanzin. Eind 2016 was Hilbrand te zien in het programma The Roast of Gordon. In het najaar van 2017 presenteerde Hilbrand het satirische quizprogramma Dwars Door De Week. Ook was ze regelmatig tafelgast bij De Wereld Draait Door.

#### Talkshows
Vanaf 2020 presenteerde zij samen met Hugo Logtenberg de talkshow Op1 voor BNNVARA, aanvankelijk op vrijdag, vanaf juli 2020 op maandag, vanaf 31 augustus 2020 op vrijdag en sinds november 2020 weer op maandag. Op 5 juli 2021 stopte ze met de presentatie van Op1 om van 31 augustus 2021 tot 19 januari 2024 samen met Khalid Kasem een programma in de vooravond te gaan presenteren, genaamd Khalid & Sophie. Aangezien Kasem in opspraak raakte werd het programma tot juni 2024 met Jeroen Pauw voorgezet als Sophie & Jeroen. Vanaf 26 augustus 2024 presenteert Hilbrand, met Pauw Bar Laat. Op 21 mei 2025 maakte BNNVARA bekend dat Hilbrand na de zomerstop niet zal terugkeren.

### Privéleven
Hilbrand heeft sinds het najaar van 2006 een relatie met de acteur Waldemar Torenstra. Samen speelden ze in 2008 in Zomerhitte, de verfilming van Jan Wolkers' boek. Hilbrand en Torenstra hebben samen een dochter en een zoon.